# Witsnuitlibellen
Leucorrhinia is een geslacht van echte libellen (Anisoptera) uit de familie van de korenbouten (Libellulidae).

## Soorten
- Leucorrhinia albifrons (Burmeister, 1839) – Oostelijke witsnuitlibel
- Leucorrhinia borealis Hagen, 1890
- Leucorrhinia caudalis (Charpentier, 1840) – Sierlijke witsnuitlibel
- Leucorrhinia dubia (Vander Linden, 1825) – Venwitsnuitlibel
- Leucorrhinia frigida Hagen, 1890
- Leucorrhinia glacialis Hagen, 1890
- Leucorrhinia hudsonica (Selys, 1850)
- Leucorrhinia intacta (Hagen, 1861)
- Leucorrhinia intermedia Bartenev, 1912
- Leucorrhinia orientalis Selys, 1887
- Leucorrhinia patricia Walker, 1940
- Leucorrhinia pectoralis (Charpentier, 1825) – Gevlekte witsnuitlibel
- Leucorrhinia proxima Calvert, 1890
- Leucorrhinia rubicunda (Linnaeus, 1758) – Noordse witsnuitlibel